# K.u.k. Feldjäger
Die Feldjäger wurden im Jahre 1808 als Jägertruppe im Kaisertum Österreich aufgestellt und zählten später in der Gemeinsamen Armee Österreich-Ungarns zur regulären Infanterie, von der sie sich lediglich in der Friedensuniform unterschieden.  Die Bezeichnung Jäger für die Mannschaft und Feldjäger für die Truppe hatte rein historische Gründe, da die leichte Infanterie beziehungsweise die Plänkler bereits 1866 abgeschafft worden waren.

## Uniformierung

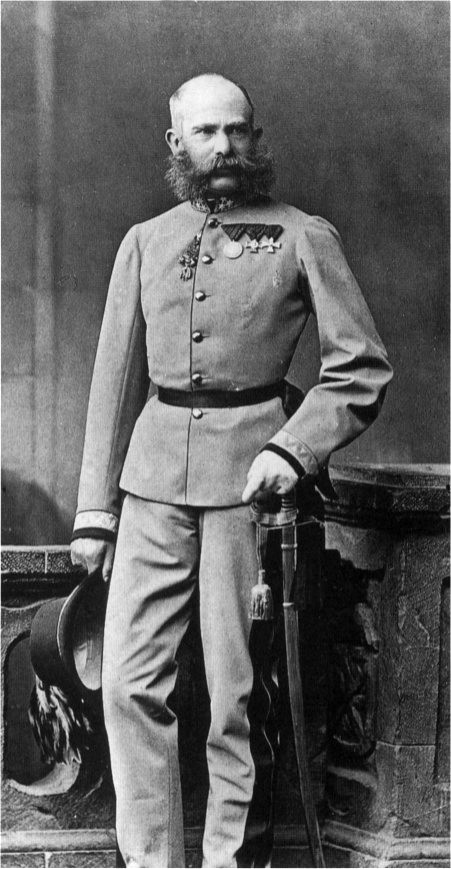
Kaiser Franz Joseph I. in der Paradeadjustierung der Jägertruppe

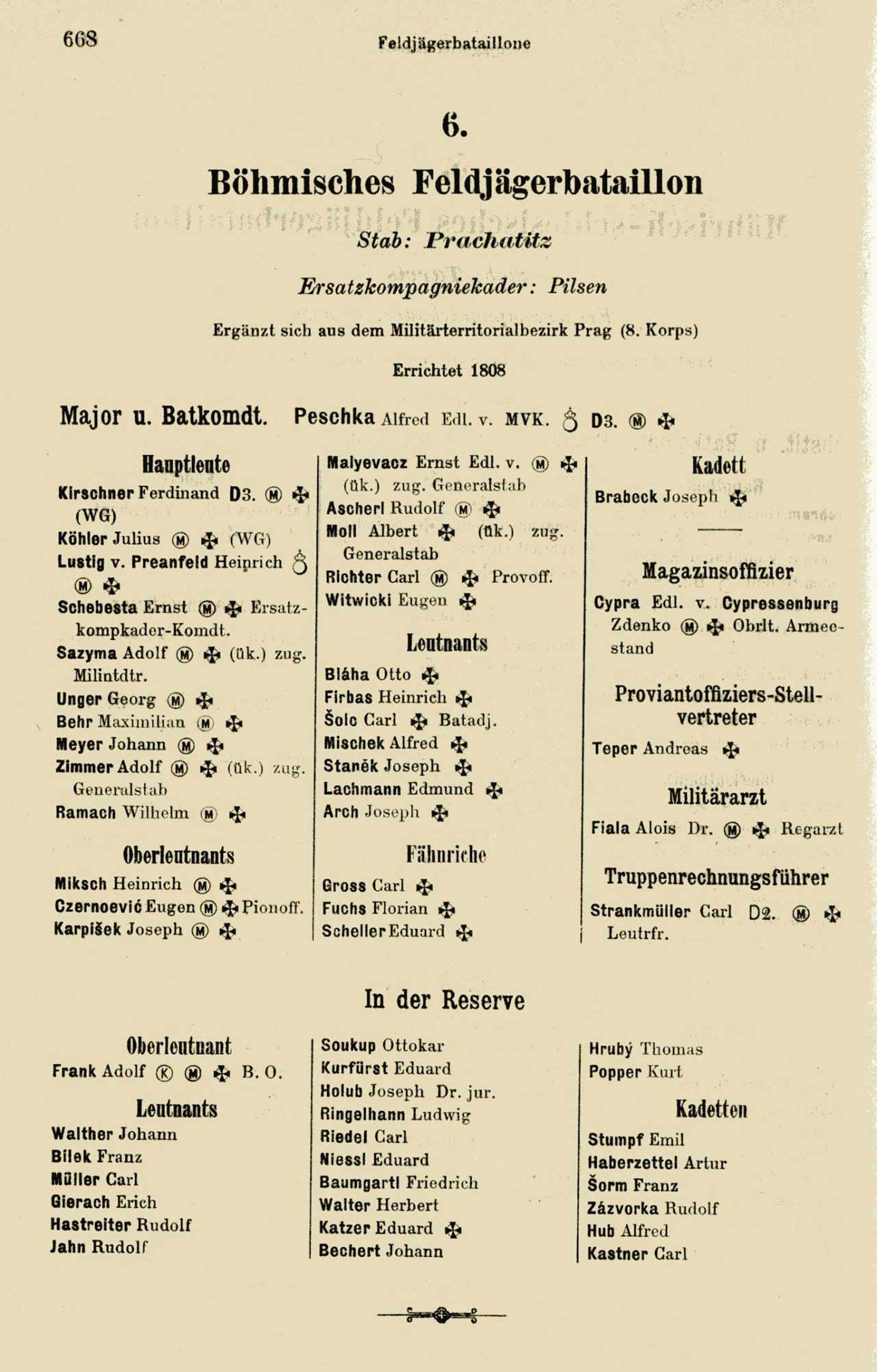
Rangliste des FJB Nr. 6 aus dem Jahre 1909

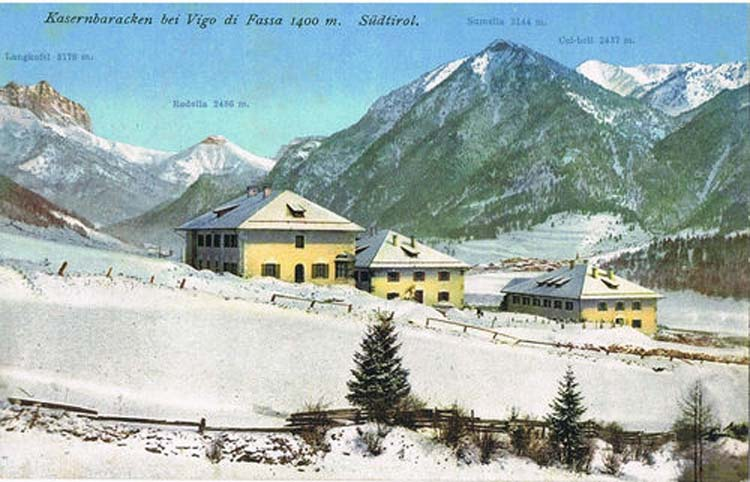
Kaserne des 10. Jägerbataillons in Vigo del Fassa

Als Paradekopfbedeckung diente bei der Jägertruppe und der k.k. Landwehr der Hut aus mattschwarzem, wasserdichtem Filz. Er bestand aus dem Stutz samt Krempe und war mit einer grünen Rundschnur, dem Jägeremblem und einem Federbusch aus schwarzen Hahnenfedern ausgestattet. Die Hutschnur war aus Schafwolle, hatte einen Schubknopf und an beiden Enden je eine mit grüner Wolle überzogene und an den Enden netzartig überflochtene Eichel. Die beiden Eicheln waren am Hutsturz hinten angebracht. Die Schnur für Offiziere war aus schwarz durchwirktem Goldgespinst.
Der Sturz wies die Form eines ovalen Kegels auf, mit einem oben mäßig gebauchten Boden. Die Krempe war hinten und vorn flach gelegt, an beiden Seiten jedoch aufwärts gestülpt. Der Rand der Krempe war mit schwarzem, lackiertem Kalbsleder eingefasst.
An der linken Seite des Sturzes gab es eine rückwärts geneigte Hülse aus Hutfilz zur Befestigung des Federbusches. Das Hutemblem – aus goldfarbenem Metall – bestand aus dem Jägerhorn. In der Windungslichte war bei den Kaiserjägern der Tiroler Adler, bei den Feldjägern die Bataillonsnummer aus versilbertem Pakfong angebracht. Das Emblem wurde über der Federhülse befestigt, sodass der Adler oder die Nummer die gleiche schiefe Richtung zeigten wie die Buschhülse. Der Federbusch war in der Form eines Hahnenschweifs auf einem 1,5 mm starken Stück Eisendraht aufgebunden. Die Länge des Federbuschs betrug 29 cm. Der Busch wurde in die Hülse am Hut gesteckt, sodass die Federn nach hinten bogenförmig herabhingen.
Feldmarschmäßig wurde die Feldkappe der Infanterie verwendet.
Der Waffenrock der Jäger war – bei den Mannschaften und Offizieren – im Schnitt entsprechend der Infanterie. Der Mannschaftsrock aus hechtgrauem Tuch hatte Achselspangen, Achselwülste, Kragen und Ärmelaufschläge von grasgrüner Farbe. Die Knöpfe aller Jägerformationen waren gelb  und mit der Bataillonsnummer versehen.
Die Bluse der Jäger hatte die gleiche Farbe wie der Waffenrock. Die Truppengattungszugehörigkeit wurde durch grasgrüne Parolis gekennzeichnet. Hinsichtlich der übrigen Ausrüstung gab es keinen Unterschied zur Linieninfanterie.

## Einheiten

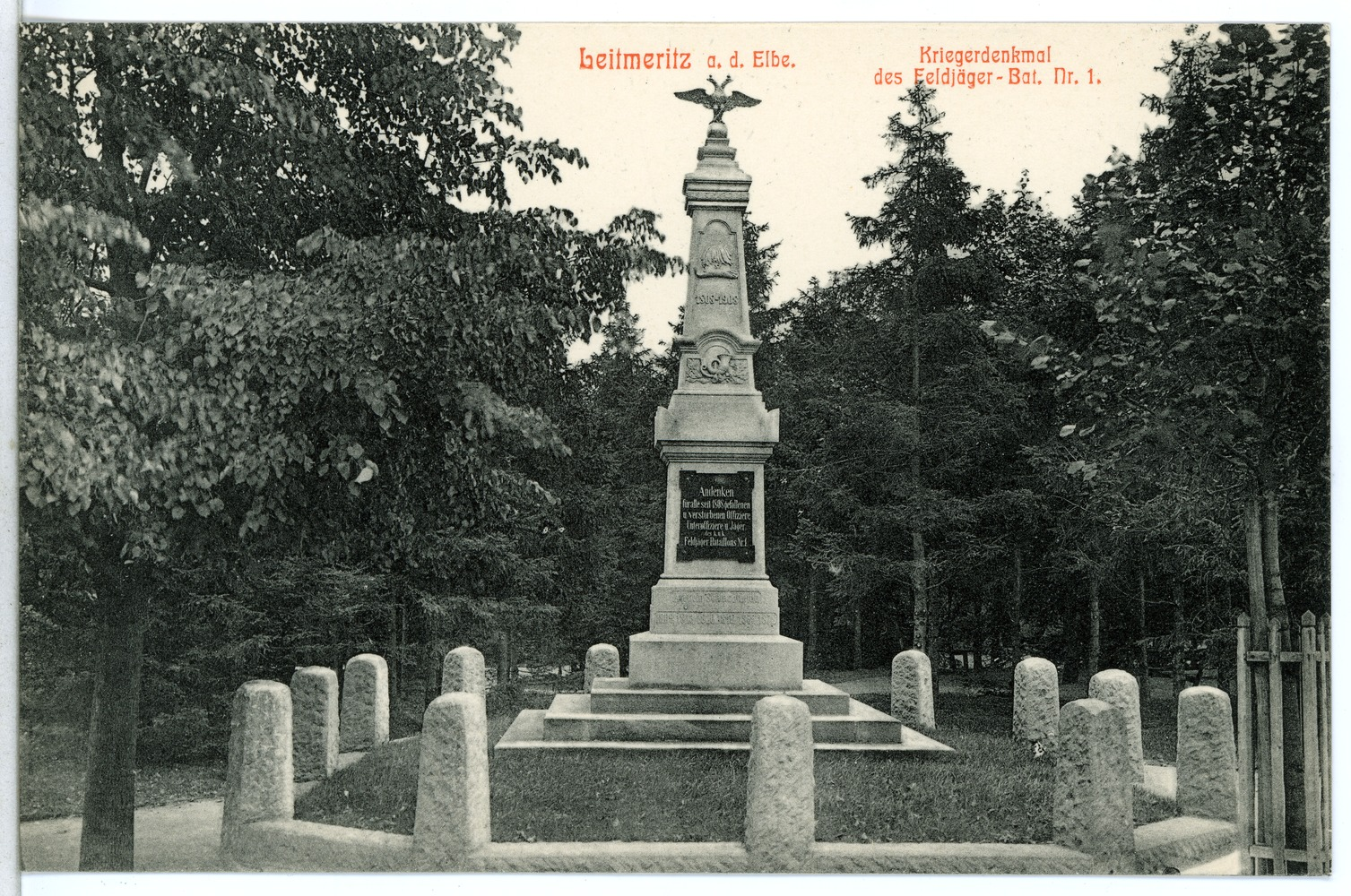
Kriegerdenkmal in Leitmeritz des Feldjägerbataillon Nr. 1 (1911)

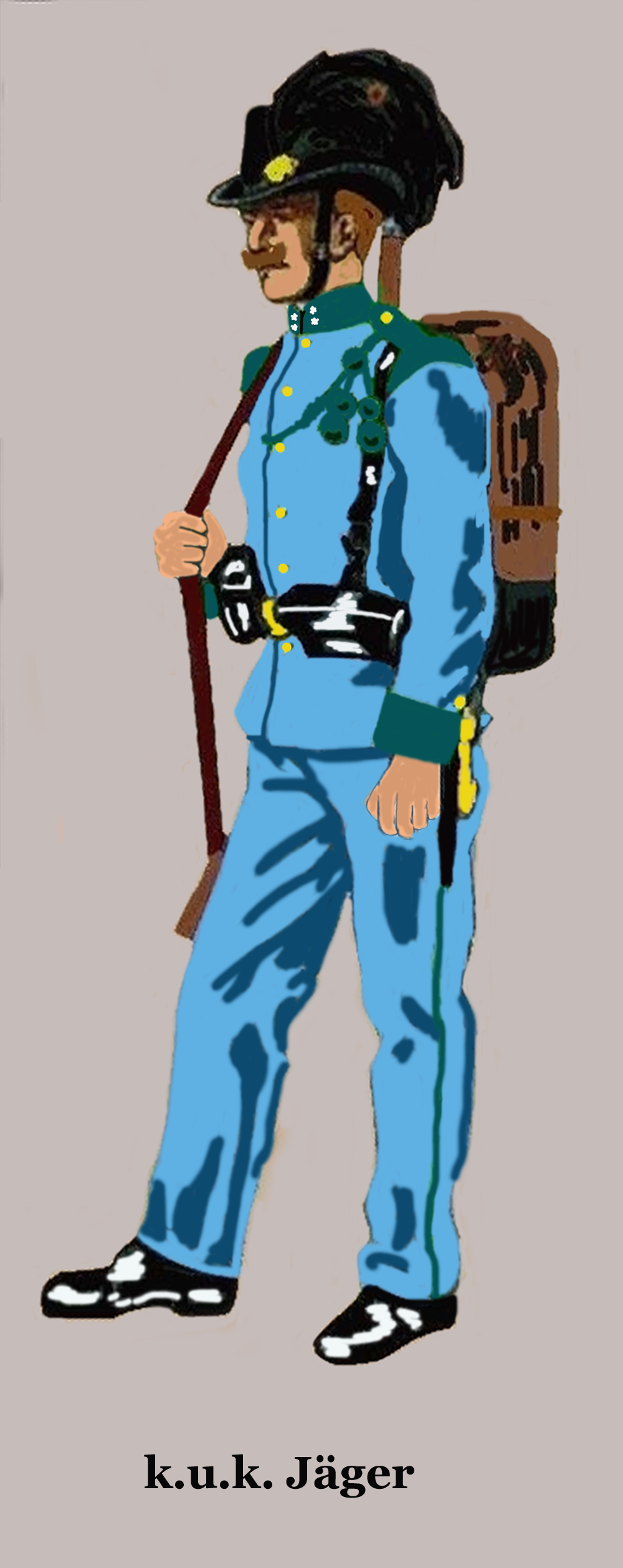
Jäger in Marschadjustierung

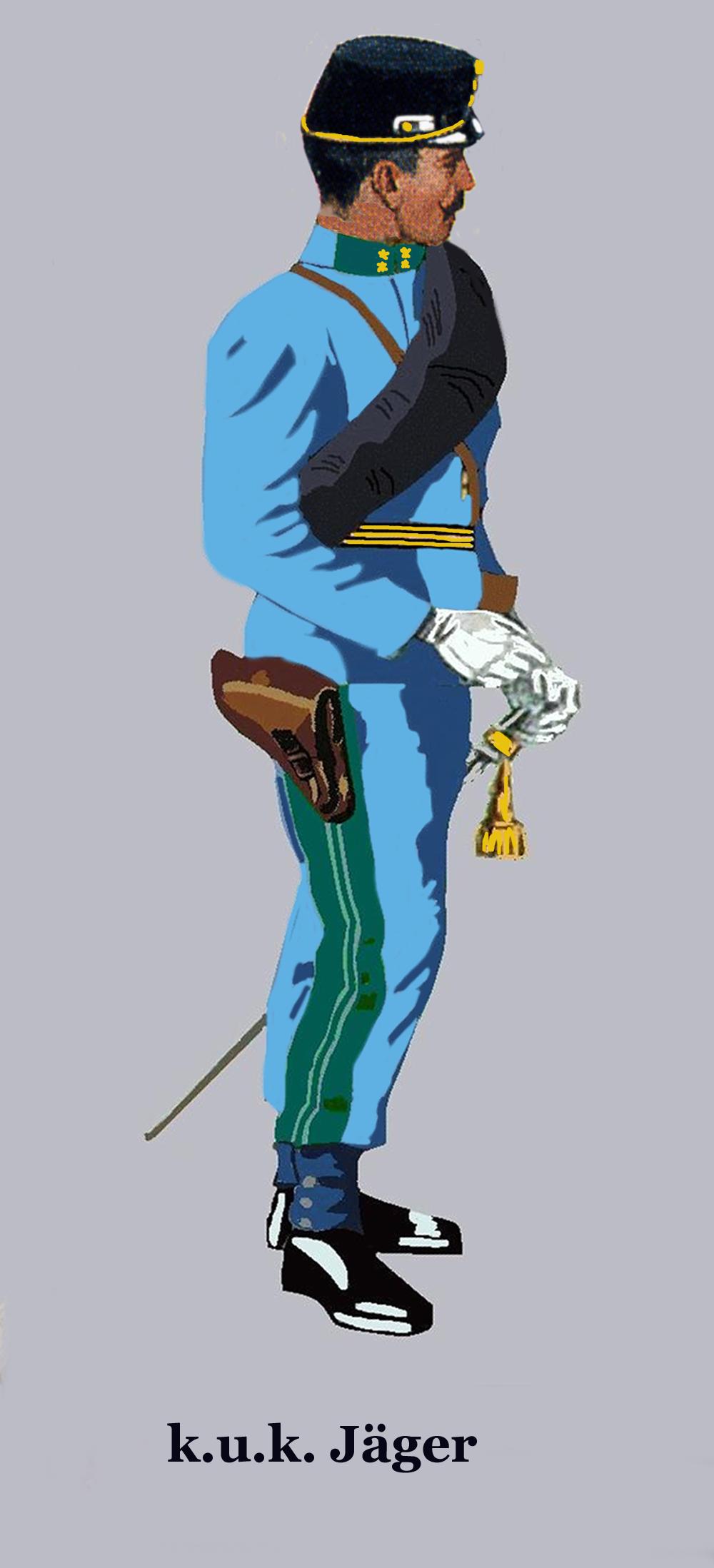
Jägeroffizier in Marschadjustierung

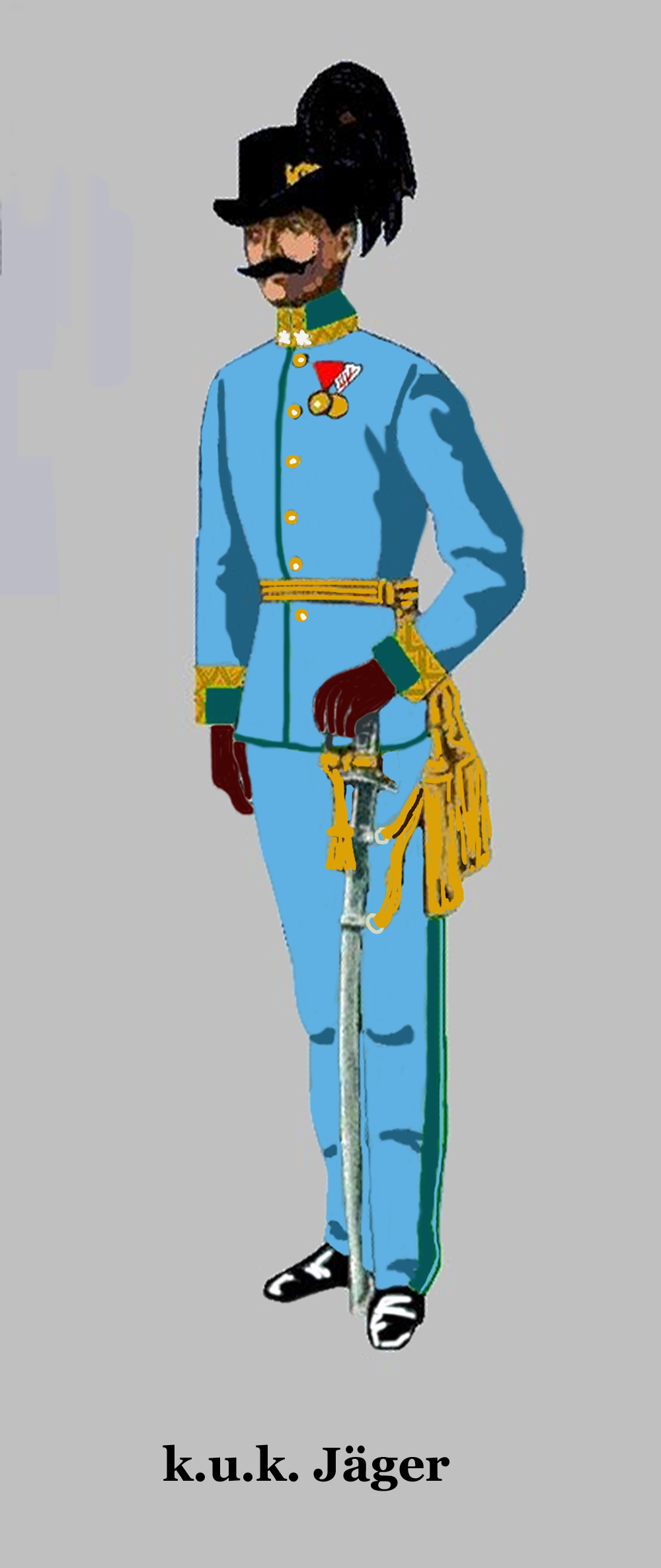
Major in Paradeadjustierung

Im Jahr 1914 existierten 29 unabhängige Feldjägerbataillone und ein bosnisch-hercegowinisches Feldjägerbataillon.
- k.u.k. Feldjägerbataillon Nr. 1

Errichtet: 1808 – XIV. Armeekorps – 8. Infanterietruppendivision – 16. Infanteriebrigade
Nationalitäten: 62 % Deutsche – 36 % Tschechen – 2 % Sonstige
Bataillonssprache: tschechisch, deutsch
Garnison: Tione di Trento
Ergänzungsbezirk: Theresienstadt
Kommandant: Oberstleutnant Richard von Vittorelli
- k.u.k. Feldjägerbataillon Nr. 2

Errichtet: 1808 – XIV. Armeekorps – 8. Infanterietruppendivision – 122. Infanteriebrigade
Nationalitäten: 74 % Tschechen – 26 % Deutsche
Bataillonssprache: tschechisch, deutsch
Garnison: Lienz
Ergänzungsbezirk und Ersatzkompaniekader: Königgrätz
Kommandant: Oberstleutnant Hugo Mayer
- k.u.k. Feldjägerbataillon Nr. 3

vakant
- k.u.k. Feldjägerbataillon Nr. 4

Errichtet: 1808 – XIV. Armeekorps – 3. Infanterietruppendivision – 6. Infanteriebrigade
Nationalitäten: 77 % Polen – 23 % Sonstige
Bataillonssprache: polnisch
Garnison: Braunau
Ergänzungsbezirk und Ersatzkompaniekader: Rzeszów
Kommandant: Oberstleutnant Felix Schultz
- k.u.k. Feldjägerbataillon Nr. 5

Errichtet: 1808 – III. Armeekorps – 6. Infanterietruppendivision – 12. Infanteriebrigade
Nationalitäten: 39 % Deutsche – 25 % Tschechen – 25 % Polen – 11 % Sonstige
Bataillonssprache: tschechisch, deutsch, polnisch
Garnison: Tarvis
Ergänzungsbezirk und Ersatzkompaniekader: Olmütz
Kommandant: Oberstleutnant Carl Pöscheck
- k.u.k. Feldjägerbataillon Nr. 6

Errichtet: 1808 – XIV. Armeekorps – 8. Infanterietruppendivision – 122. Infanteriebrigade
Nationalitäten: 69 % Tschechen – 30 % Deutsche – 1 % Sonstige
Bataillonssprache: tschechisch, deutsch
Ergänzungsbezirk und Ersatzkompaniekader: Pilsen
Garnison: Sillian
Kommandant: Oberstleutnant Franz Kahler
- k.u.k. Feldjägerbataillon Nr. 7

Errichtet: 1808 – III. Armeekorps – 28. Infanterietruppendivision – 94. Infanteriebrigade
Nationalitäten: 85 % Slowenen – 15 % Sonstige
Bataillonssprache: slowenisch
Ergänzungsbezirk und Ersatzkompaniekader: Laibach
Garnison: Canale
Kommandant: Oberstleutnant Wilhelm Staufer
- k.u.k. Feldjägerbataillon Nr. 8

- k.u.k. Feldjägerbataillon Nr. 9

- k.u.k. Feldjägerbataillon „Kopal“ Nr. 10

Errichtet: 1813 – XIV. Armeekorps – 8. Infanterietruppendivision – 15. Infanteriebrigade
Nationalitäten: 98 % Deutsche – 2 % Sonstige
Bataillonssprache: deutsch
Ergänzungsbezirk und Ersatzkompaniekader: St. Pölten
Garnison: Vigo di Fassa
Kommandant: Oberstleutnant Oswald Eccher von Eccho, Edler v. Marienberg
- k.u.k. Feldjägerbataillon Nr. 11

Errichtet: 1813 – III. Armeekorps – 28. Infanterietruppendivision – 56. Infanteriebrigade
Nationalitäten: 52 % Deutsche – 44 % Magyaren – 4 % Sonstige
Bataillonssprache: deutsch, ungarisch
Ergänzungsbezirk und Ersatzkompaniekader: Győr
Garnison: Gradisca
Kommandant: Oberstleutnant Norbert Frass
- k.u.k. Feldjägerbataillon Nr. 12

Errichtet: 1813 – XIV. Armeekorps – 8. Infanterietruppendivision – 15. Infanteriebrigade
Nationalitäten: 67 % Tschechen – 32 % Deutsche – 1 % Sonstige
Bataillonssprache: tschechisch, deutsch
Ergänzungsbezirk und Ersatzkompaniekader: Jungbunzlau
Garnison: Innsbruck
Kommandant: Oberstleutnant Dante Bontadi
- k.u.k. Feldjägerbataillon Nr. 13

Errichtet: 1849 – XIV. Armeekorps – 8. Infanterietruppendivision – 15. Infanteriebrigade
Nationalitäten: 47 % Polen – 36 % Ruthenen – 17 % Sonstige
Bataillonssprache: polnisch
Ergänzungsbezirk und Ersatzkompaniekader: Krakau
Garnison: Cavalese
Kommandant: Oberstleutnant Ludwig Ritter von Stampfer
- k.u.k. Feldjägerbataillon Nr. 14

Errichtet: 1914 – XIV. Armeekorps – 8. Infanterietruppendivision – 16. Infanteriebrigade
Nationalitäten: 47 % Ruthenen – 43 % Polen – 1 % Sonstige
Bataillonssprache: polnisch
Ergänzungsbezirk und Ersatzkompaniekader: Przemyśl
Garnison: Mezzolombardo
Kommandant: Major Alfred von Hankenstein
- k.u.k. Feldjägerbataillon Nr. 15

vakant
- k.u.k. Feldjägerbataillon Nr. 16

Errichtet: 1849 – XIV. Armeekorps – 8. Infanterietruppendivision – 16. Infanteriebrigade
Nationalitäten: 56 % Deutsche – 34 % Tschechen – 10 % Sonstige
Bataillonssprache: tschechisch, deutsch
Ergänzungsbezirk und Ersatzkompaniekader: Troppau
Garnison: Levico
Kommandant: Major Karl Lerch
- k.u.k. Feldjägerbataillon Nr. 17

Errichtet: 1849 – III. Armeekorps – 6. Infanterietruppendivision – 12. Infanteriebrigade
Nationalitäten: 63 % Tschechen – 36 % Deutsche – 1 % Sonstige
Bataillonssprache: tschechisch, deutsch
Ergänzungsbezirk und Ersatzkompaniekader: Brünn
Garnison: Judenburg
Kommandant: Major Rudolf Dückelmann
- k.u.k. Feldjägerbataillon Nr. 18

Errichtet: 1914 – XIV. Armeekorps – 8. Infanterietruppendivision – 16. Infanteriebrigade
Nationalitäten: 59 % Ruthenen – 31 % Polen – 10 % Sonstige
Bataillonssprache: polnisch
Ergänzungsbezirk und Ersatzkompaniekader: Lemberg
Garnison: Trient
Kommandant: Oberstleutnant Maximilian Lauer
- k.u.k. Feldjägerbataillon Nr. 19

Errichtet: 1849 – III. Armeekorps – 6. Infanterietruppendivision – 12. Infanteriebrigade
Nationalitäten: 58 % Slowaken – 32 % Magyaren – 10 % Sonstige
Bataillonssprache: slowakisch, ungarisch
Ergänzungsbezirk und Ersatzkompaniekader: Komorn
Garnison: Klagenfurt
Kommandant: Major Ernst Mathes
- k.u.k. Feldjägerbataillon Nr. 20

Errichtet: 1849 – III. Armeekorps – 28. Infanterietruppendivision – 56. Infanteriebrigade
Nationalitäten: 58 % Slowenen – 31 % Trientiner/Triestiner – 21 % Sonstige
Bataillonssprache: slowenisch, italienisch
Ergänzungsbezirk und Ersatzkompaniekader: Triest
Garnison: Kremaun
Kommandant: Oberstleutnant Franz Schöbinger
- k.u.k. Feldjägerbataillon Nr. 21

Errichtet: 1849 – III. Armeekorps – 6. Infanterietruppendivision – 11. Infanteriebrigade
Nationalitäten: 98 % Deutsche 2 % Sonstige
Bataillonssprache: deutsch
Ergänzungsbezirk: Wien
Garnison: Mitrovica
Kommandant: Oberstleutnant Johann Haas
- k.u.k. Feldjägerbataillon Nr. 22

Errichtet: 1849 – XIV. Armeekorps – 8. Infanterietruppendivision – 16. Infanteriebrigade
Nationalitäten: 70 % Deutsche – 28 % Tschechen – 2 % Sonstige
Bataillonssprache: deutsch, tschechisch
Ergänzungsbezirk und Ersatzkompaniekader: Eger (Böhmen)
Garnison: Borgo Valsugana
Kommandant: Oberstleutnant Wenzel Ort
- k.u.k.  Feldjägerbataillon Nr. 23

Errichtet: 1849 – VII. Armeekorps – 34. Infanterietruppendivision – 68. Infanteriebrigade
Nationalitäten: 68 % Rumänen – 28 % Magyaren – 4 % Sonstige
Bataillonssprache: rumänisch, ungarisch
Ergänzungsbezirk und Ersatzkompaniekader: Marosvásárhely
Garnison: Pancsova
Kommandant: Major Theodor Althoff
- k.u.k. Feldjägerbataillon Nr. 24

Errichtet: 1849 – III. Armeekorps – 28. Infanterietruppendivision – 55. Infanteriebrigade
Nationalitäten: 86 % Magyaren – 14 % Sonstige
Bataillonssprache: ungarisch
Ergänzungsbezirk und Ersatzkompaniekader: Budapest
Garnison: Rovigno (eine Komp. in Parenzo)
Kommandant: Oberstleutnant Emmerich Gerö
- k.u.k. Feldjägerbataillon Nr. 25

Errichtet: 1849 – II. Armeekorps – 25. Infanterietruppendivision – 49. Infanteriebrigade
Nationalitäten: 75 % Tschechen – 22 % Deutsche – 3 % Sonstige
Bataillonssprache: tschechisch, deutsch
Ergänzungsbezirk und Ersatzkompaniekader: Brünn
Garnison: Wien (Schönbrunner Schloßkaserne / zwei Kompanien Mauerkaserne)
Kommandant: Oberstleutnant Arnold Barwick
- k.u.k. Feldjägerbataillon Nr. 26

vakant
- k.u.k. Feldjägerbataillon Nr. 27

Errichtet: 1914 – XIV. Armeekorps – 8. Infanterietruppendivision – 121. Infanteriebrigade
Nationalitäten: 54 % Rumänen – 27 % Ruthenen – 19 % Sonstige
Bataillonssprache: rumänisch, polnisch
Ergänzungsbezirk und Ersatzkompaniekader: Czernowitz
Garnison: Hall in Tirol
Kommandant: Major Friedrich Nürnberger
- k.u.k. Feldjägerbataillon Nr. 28

Errichtet: 1859 – VII. Armeekorps – 34. Infanterietruppendivision – 68. Infanteriebrigade
Nationalitäten: 73 % Rumänen – 27 % Verschiedene
Bataillonssprache: rumänisch
Ergänzungsbezirk: Arad
Garnison: Kevévara
Kommandant: Oberstleutnant Augustin Dorotka von Ehrenwall
- k.u.k. Feldjägerbataillon Nr. 29

Errichtet: 1859 – III. Armeekorps – 28. Infanterietruppendivision – 56. Infanteriebrigade
Nationalitäten: 29 % Magyaren – 67 % Slowaken – 4 % sonstige
Bataillonssprache: ungarisch, slowakisch
Ergänzungsbezirkskommando, Ersatzkompaniekader: Losoncz
Garnison: Monfalcone
Kommandant: Oberstleutnant Desiderius Farkas
- k. u. k. Feldjägerbataillon Nr. 30

Errichtet: 1859 – XIV. Armeekorps – 3. Infanterietruppendivision – 6. Infanteriebrigade
Nationalitäten: 70 % Ruthenen – 30 % Verschiedene
Bataillonssprache: polnisch
Ergänzungsbezirk und Ersatzkompaniekader: Stanislau
Garnison: Steyr
Kommandant: Oberstleutnant Joseph Jungl
- k.u.k. Feldjägerbataillon Nr. 31

Errichtet: 1859 – XIII. Armeekorps – 7. Infanterietruppendivision – 14. Infanteriebrigade
Nationalitäten: 95 % Kroaten – 5 % Andere
Bataillonssprache: kroatisch
Ergänzungsbezirk und Ersatzkompaniekader: Zagreb
Garnison: Bruck an der Mur
Kommandant: Oberstleutnant Eduard Hospodarž
- k.u.k. Feldjägerbataillon Nr. 32

Errichtet: 1859 – XI. Armeekorps – 30. Infanterietruppendivision – 60. Infanteriebrigade
Nationalitäten: 74 % Slowaken – 26 % Verschiedene
Bataillonssprache: slowakisch
Ergänzungsbezirk und Ersatzkompaniekader: Eperjes
Garnison: Trembowla
Kommandant: Oberstleutnant Carl Strohmer

## Gliederung

### Friedensstand
26 Offiziere, 390 Mann, 20 Pferde
- Bataillonsstab
- 4 Feldkompagnien
- 1 Jäger-Maschinengewehrabteilung
- Ersatzkompagniekader mit Augmentationsmagazin (Aufwuchs)

### Kriegsstand
26 Offiziere, 1100 Mann, 70 Pferde
- Bataillonsstab
- 4 Feldkompagnien
- 1 Jäger-Maschinengewehrabteilung
- Truppentrain
- Ersatzkompagnien (in der Heimatgarnison)